# Maqama

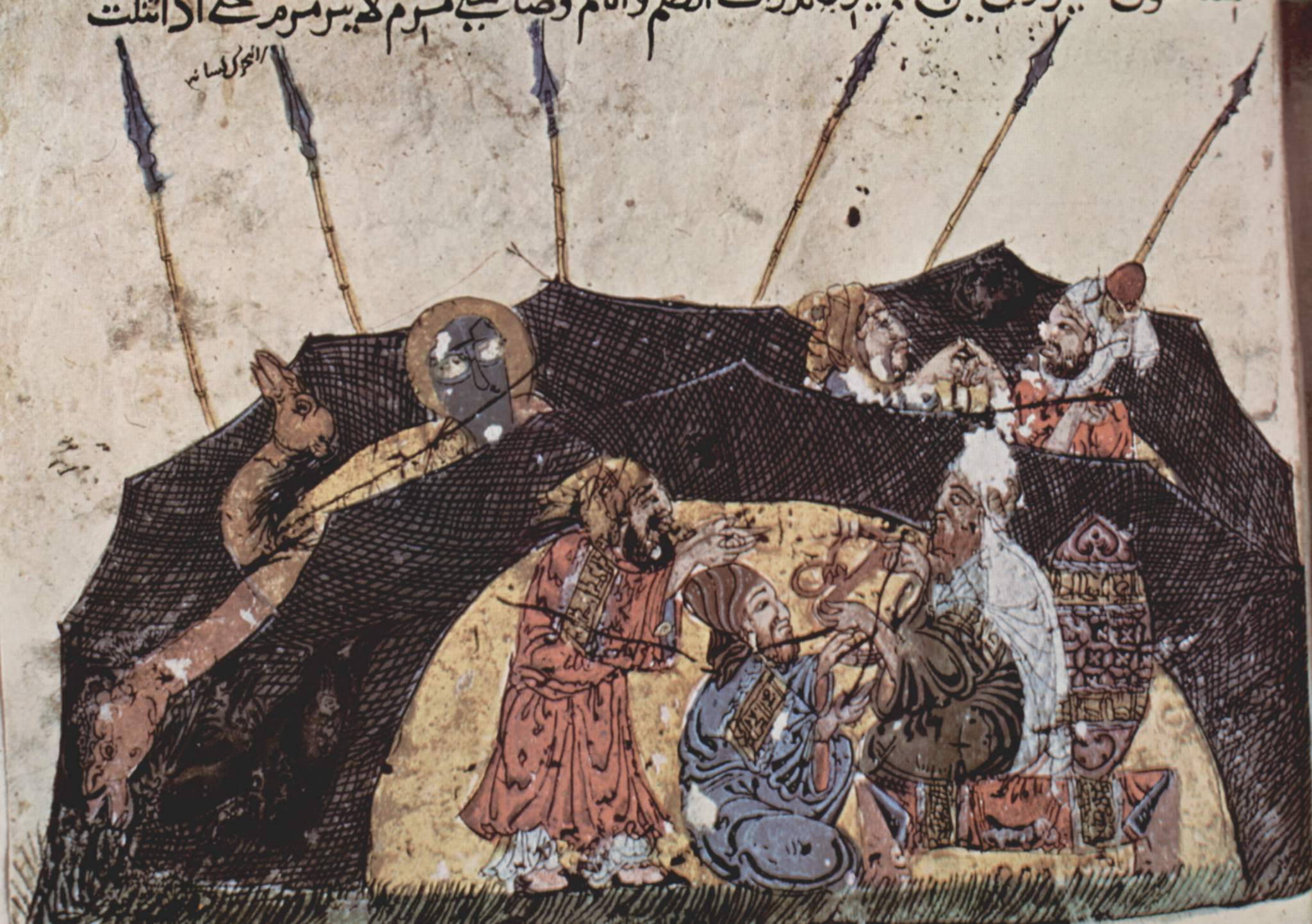
Maqamat, Irak, hacia 1225-1235.

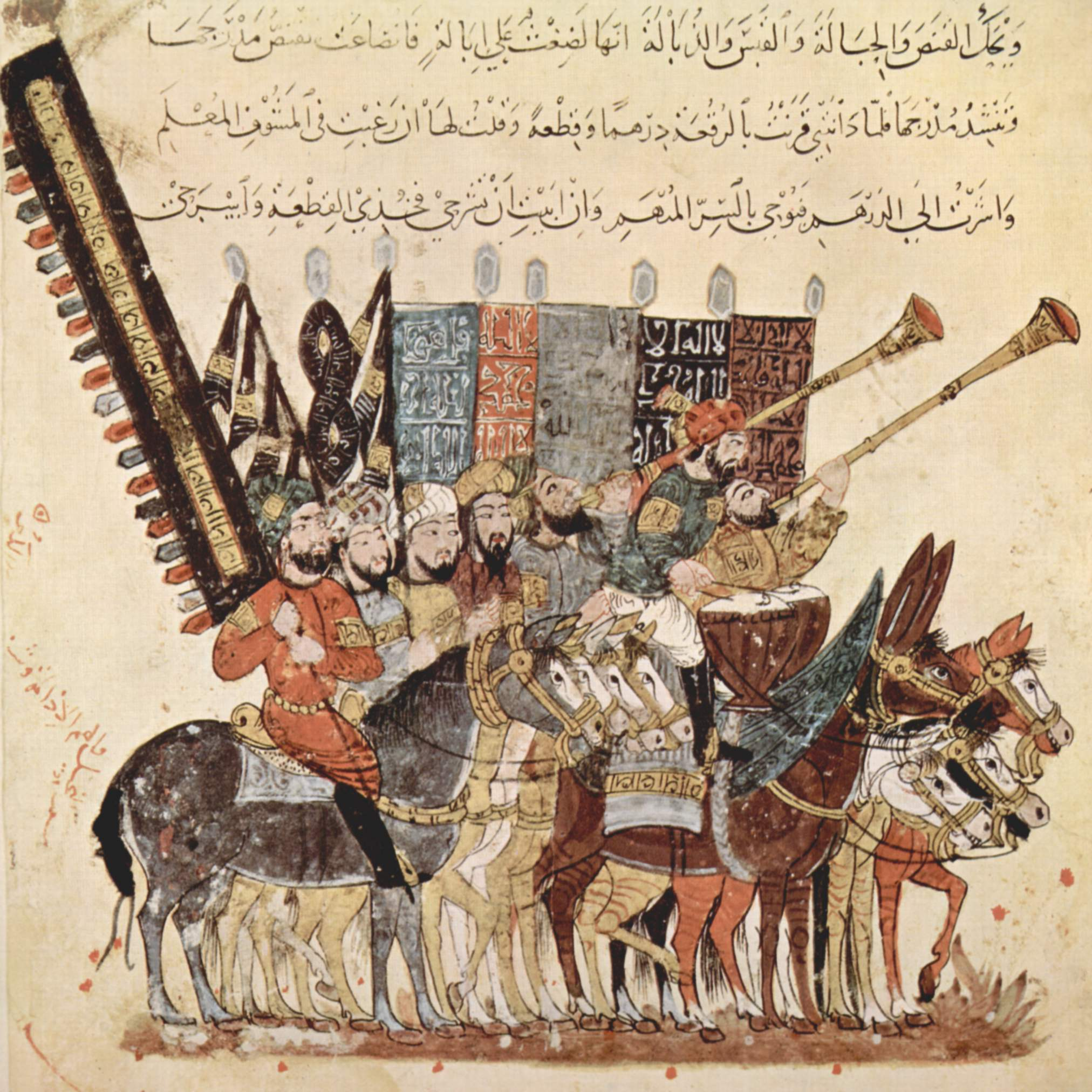
La 7ª maqāma de Al-Hariri, ilustración de Yahya ibn Mahmud al-Wasiti del manuscrito de 1237 (BNF ms. árabe 5847).

La maqāma (en árabe: مقامة‎; plural: مقامات, maqāmāt) es un género literario específico de la literatura árabe.

## Características
Se trata de una narración corta que pone en escena un personaje central que se busca la vida a través del ingenio y la elocuencia. La narración está escrita en saŷ‘, prosa rimada y con ritmo. Este tipo de relato breve mantiene su independencia una de otro en cuanto a sus contenidos. Su fin era la diversión entre tertulianos, a pesar de encontrar en ellos una retórica florida y un léxico rebuscado para dar vida a una temática original y divertida.
El creador del género fue Badî‘a az-Zamân al-Hamadhânî (968-1009) en el siglo X; un siglo más tarde, Al-Hariri de Basora lo extendió, ganando más notoriedad que al-Hamadhânî. Ambos autores centraron sus obras en personajes picarescos, cuyas divagaciones y aprovechamientos al hablar frente a las asambleas de los poderosos son transmitidas por un narrador. El protagonista es un estafador elocuente, un granuja vagabundo que se gana la vida asombrando a sus espectadores con expresiones virtuosas de acrobacias retóricas, que incluyen el dominio de la poesía árabe (o de la poesía y la prosa del hebreo bíblico en el caso de la maqama hebrea) y de las filosofías clásicas. Típicamente se compone de cincuenta episodios independientes en los que el personaje granuja, normalmente disfrazado, engaña al narrador para despojarlo de su dinero y meterlo en aprietos o en situaciones vergonzosas e, incluso, violentas. A pesar de los abusos, el narrador-víctima continúa siguiendo al embaucador, fascinado por su caudal retórico.

## Principales autores de maqamat
- Badī‘ al-Zamān al-Hamadhānī (969-1008)
- Al-Hariri de Basora (1054-1122)
- Yehuda al-Harīzī (1170-1235)
- Shlomo ibn Shaqbāl (ca. 1000-1050)
- al-Saraqustī (m. 1143)
- Yosef ibn Zabara